# کمننگو، آنگولا
کمننگو (به انگلیسی: Camanongue (Buçaco, Kamenongue)) شهری در استان موشیکو واقع در کشور آنگولا است که در سال ۲۰۰۹ میلادی ۴٬۱۱۴ نفر جمعیت داشته است.